# Crochet à chapeau
Pour les articles homonymes, voir Crochet.

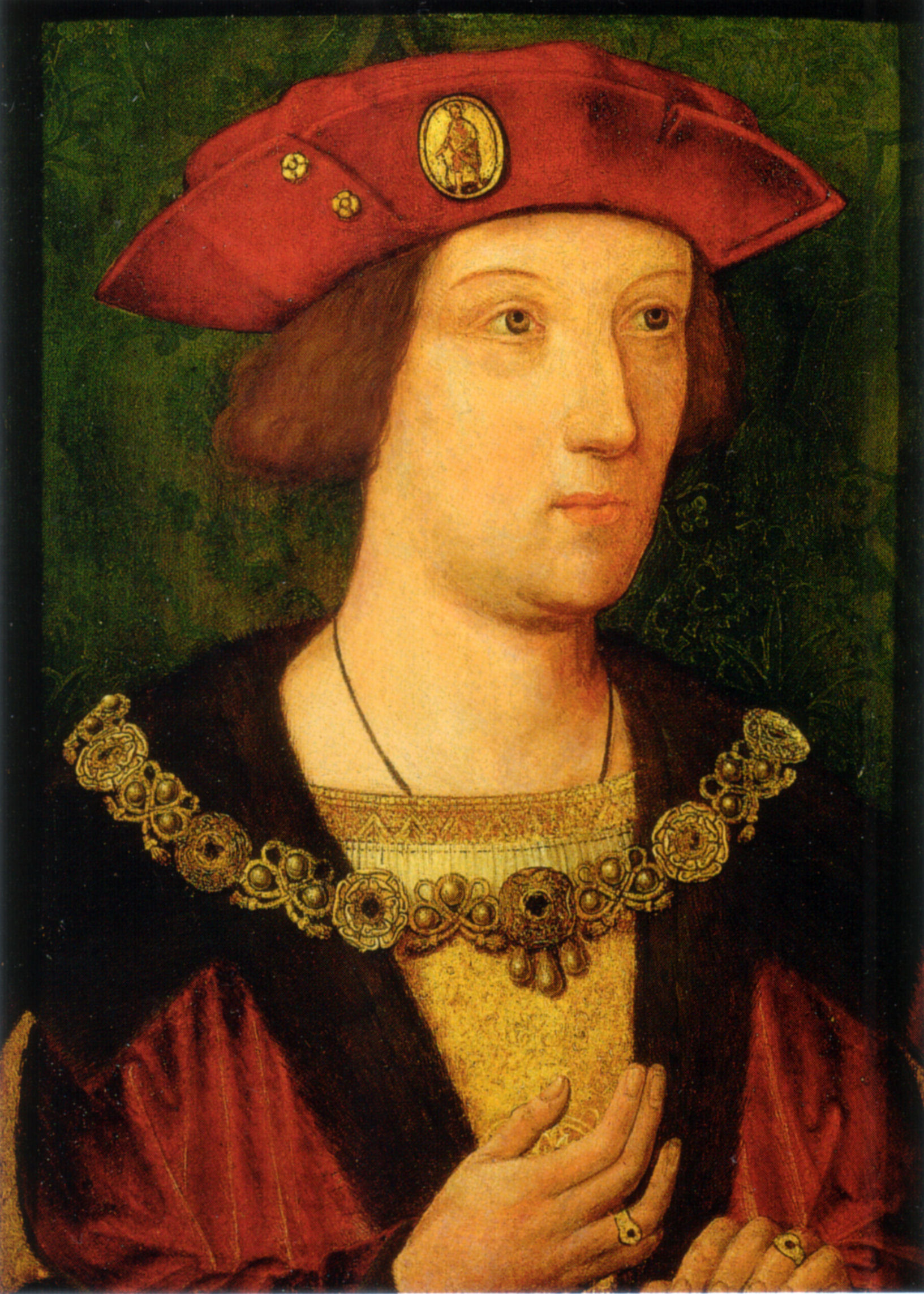
Arthur Tudor, avec, sur son couvre-chef, une enseigne de pèlerinage et deux crochets à chapeau.

Un crochet de chapeau (cap hook) est un ornement des chapeaux masculins qui a été en vogue de la fin du Moyen Âge à la période Tudor. Les crochets étaient un embellissement du fait du métal utilisé, notamment l'or ou l'argent, et pouvaient eux-mêmes être décorés de bijoux ou d'émail.
Leur fonction pouvait être purement décorative ou comporter une signification religieuse ou symbolique, comme peut-être une évolution de l'enseigne de pèlerinage médiévale.

## Identification et étude
Les crochets à chapeau ont été peu étudiés jusqu'à ce que le Treasure Act britannique de 1996 exige l'examen et l'évaluation de ces petits objets lorsqu'ils sont en métal précieux. Une étude transversale sur les crochets en vermeil, publiée en 2002 dans le Journal of the Society of Antiquaries of London, différencie les crochets à chapeau d'autres types de bijoux portés sur les vêtements. Les crochets de chapeau ont, derrière l'ornement, un crochet, invisible lors de l'utilisation. Il est donc difficile de distinguer les crochets de boutons ou d'autres types d'ornements sur les portraits. Les crochets à chapeau sont également difficiles à repérer dans les documents écrits, peut-être parce que ces ornements étaient appelés « boutons », quelle qu'ait été leur méthode de fixation.

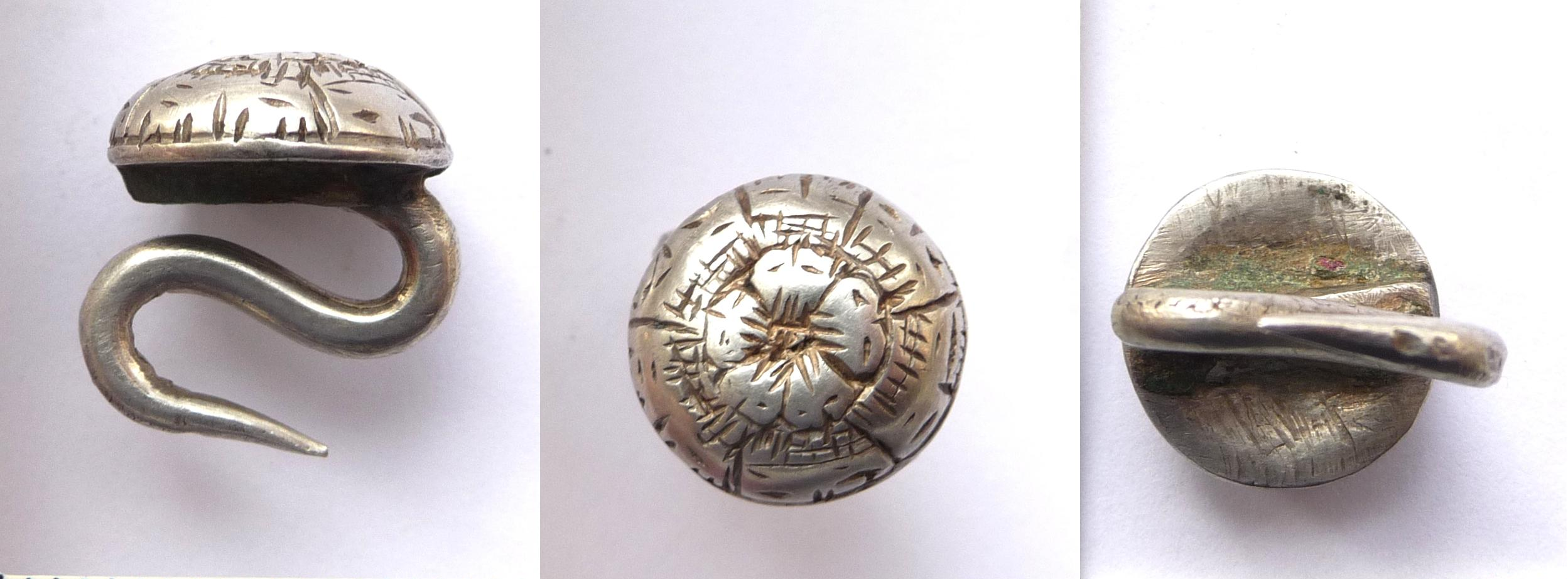
Le système d'attache tient du crochet que de la broche ou de l'épingle